# 곤지암읍
곤지암읍(昆池岩邑)은 경기도 광주시의 읍이다.
"곤지암"이라는 이름의 유래는 신립(申砬 1546-1592) 장군의 묘소에 얽힌 전설에서 유래하며 암(岩. 바위)곁에 곤(昆. 커다란) 지(池. 연못)가 있다는 뜻이다.

## 역사
- 1577년 경기도 광주부 실촌면 설치.
- 1914년 4월 1일 경기도 광주군 실촌면(實村面)을 14리로 개편하였다.[1]
- 1973년 7월 1일 도척면 삼리, 초월면 신대리를 편입하였다.[2] (16법정리)
- 2001년 3월 21일 광주시 실촌면으로 개편하였다.[3]
- 2004년 6월 21일 실촌면을 실촌읍으로 승격하였다.[4]
- 2011년 6월 21일 실촌읍을 곤지암읍으로 개칭하였다.[5]

## 법정리 및 자연마을
- 곤지암리(昆池巖里): 읍사무소 소재지
  - 곤재리(昆在), 다석동(多石, 다대미), 묵방(墨防, 먹방이)
- 건업리(建業里)
  - 상건업, 하간업(게네비)
- 신대리(新垈里)
  - 새터말
- 신촌리(新村里)
  - 인배(仁裵), 되때기
- 봉현리(鳳峴里)
  - 새재(鳥峴, 조현), 설월리(雪月里)
- 부항리(釜項里)
  - 가마을(개말, 釜谷洞), 소목재(牛項洞), 능골, 웃개말들
- 이선리(二仙里)
  - 안선골(內仙), 바깥선골(外仙), 동막골, 양달말
- 만선리(晩仙里)
  - 만곡(晩谷, 만들), 탑선(塔仙, 탑동)
- 유사리(柳寺里)
  - 절골(寺洞), 버드라리(柳余里)
- 삼합리(三合里)
  - 국정개(國井浦), 지음(智音, 징골), 바깥말(빈지골)
- 수양리(水陽里)
  - 구양동(九陽洞, 갱이), 복상골(伏象), 돌문이(石門洞), 명신촌(明新村, 어둔골), 구수동(九水洞, 구시울)
- 연곡리(蓮谷里)
  - 연골(蓮谷)
- 오향리(五香里)
  - 상오향리: 박촌말(朴村), 송촌말(宋村), 하오향리: 윤촌말(尹村), 김촌말(金村)
- 열미리(悅美里)
  - 상열미, 중열미, 하열미(벌열미)
- 장심리(長深里)
  - 동심이(洞深里), 장재울(長在洞)
- 삼리(三里)
  - 구석말(內村), 벌말(坪村), 잔다리(細橋)

## 교통
- 곤지암 나들목 중부고속도로
- 동곤지암 나들목 광주원주고속도로
- 국도 제3호선
- 지방도 제325호선
- 국가지원지방도 제98호선

## 주거
| 단지명                   | 건설사         | 시행사                            | 주소                                     | 입주        | 비고 |
| ------------------------ | -------------- | --------------------------------- | ---------------------------------------- | ----------- | ---- |
| 곤지암 삼주노블리제      | ㈜삼주종합건설 | ㈜삼주종합건설                    | 곤지암읍 곤지암로11번길 11-10 (곤지암리) | 2005년 7월  |      |
| 곤지암 쌍용 1단지        | 쌍용건설       | 쌍용건설                          | 곤지암읍 곤지암로 120 (곤지암리)         | 1998년 12월 |      |
| 곤지암 쌍용 2단지        | 쌍용건설       | 청우건설㈜                        | 곤지암읍 곤지암로 108 (곤지암리)         | 2000년 7월  |      |
| 곤지암 현진에버빌        | ㈜현진종합건설 | ㈜현진종합건설                    | 곤지암읍 평촌길 17 (삼리)                | 2003년 11월 |      |
| 킴스 빌리지              | ㈜뉴코아       | ㈜뉴코아                          | 곤지암읍 평촌길 20 (삼리)                | 2001년 11월 |      |
| 곤지암역 센트럴 아이파크 | 현대산업개발   | 현대산업개발                      |                                          |             |      |
| 곤지암역 제일풍경채      | 제일건설㈜     | ㈜신영부동산신탁 ㈜디와이지홀딩스 |                                          |             |      |

## 교육
- 곤지암초등학교
- 만선초등학교
- 삼리초등학교
- 곤지암중학교
- 곤지암고등학교